# 長尾無線鰨
長尾無線鰨為輻鰭魚綱鰈形目鰨亞目舌鰨科的其中一種，為亞熱帶海水魚，分布於西大西洋區，從美國佛羅里達、墨西哥灣北部至千里達海域，棲息深度24-133公尺，體長可達9公分，棲息在沿岸泥底質淺水域，生活習性不明。

## 扩展阅读
維基物種上的相關：長尾無線鰨